# 大宮町 (栃木市)
大宮町（おおみやまち）は、栃木県栃木市の町名。郵便番号は328-0011。
　

## 地理
大宮地区中部に位置し、東は国府町・寄居町、西は平柳町・今泉町、南は仲仕上町・藤田町・久保田町、北は都賀町合戦場・都賀町平川と接している。

## 世帯数と人口
2017年（平成29年）8月31日現在の世帯数と人口は以下の通りである。
| 町丁   | 世帯数    | 人口    |
| ------ | --------- | ------- |
| 大宮町 | 2,667世帯 | 6,926人 |

## 施設
公共
- 栃木市役所大宮出張所
- 栃木警察署大宮町交番

教育
- 栃木市立東陽中学校
- 栃木市立大宮北小学校

商業
- ファミリーマートベツイ栃木大宮店
- ローソン栃木大宮町ＬＧ店

## 交通

### 鉄道
東武鉄道
■宇都宮線
- 野州平川駅

### 道路
主要地方道
- 栃木県道2号宇都宮栃木線（宇都宮街道）
- 栃木県道44号栃木二宮線（小金井街道）

## 小・中学校の学区
市立小・中学校に通う場合、学区は以下の通りとなる。
| 番地       | 小学校               | 中学校             |
| ---------- | -------------------- | ------------------ |
| 一部       | 栃木市立大宮南小学校 | 栃木市立東陽中学校 |
| その他全域 | 栃木市立大宮北小学校 | 栃木市立東陽中学校 |